# Îles Sverdrup
Pour les articles homonymes, voir Sverdrup.
Ne pas confondre avec l'île Sverdrup et île de Sverdrup, nommées d'après la même personne
Les îles Sverdrup sont un archipel des îles de la Reine-Élisabeth dans le territoire du Nunavut dans le Nord du Canada. L'archipel est situé dans le passage du Nord-Ouest à l'ouest de l'île d'Ellesmere.

## Toponymie
L'archipel est nommé en l'honneur de l'explorateur norvégien Otto Sverdrup qui l'a exploré et cartographié de 1898 à 1902 à bord du navire Fram. 

## Géographie
Les principales îles de l'archipel sont l'île Axel Heiberg, l'île Ellef Ringnes, l'île Amund Ringnes, l'île Cornwall, l'île Graham, l'île Meighen, l'île King Christian et l'île Stor. De plus, l'archipel inclut plusieurs autres petites îles. Les seuls endroits habités de l'archipel sont Isachsen sur l'île Ellef Ringnes, une ancienne station qui servit de 1948 à 1978, et la McGill Arctic Research Station (station de recherches arctiques de l'université McGill), une station de recherche habitée l'été sur l'île Axel Heiberg.

### Principales îles
| Île            | Sommet                  | Hauteur (m) | Superficie (km²) | Rang (Canada) | Rang (monde) |
| -------------- | ----------------------- | ----------- | ---------------- | ------------- | ------------ |
| Axel Heiberg   | Pic Outlook             | 2 211       | 43 178           | 7             | 32           |
| Ellef Ringnes  | ...                     | 260         | 11 295           | 16            | 69           |
| Amund Ringnes  | ...                     | 265         | 5 255            | 25            | 111          |
| Meighen        | ...                     | 300         | 955              | 50            | 337          |
| King Christian | Montagne King Christian | 165         | 645              | 60            | 420          |
| Stor           | ...                     | 500         | 313              | 87            | ...          |

## Histoire
Certaines de ces îles étaient habitées par les Inuits avant l'exploration européenne. 
Otto Sverdrup réclame les îles au nom de la Norvège. Cependant, le gouvernement norvégien ne démontre aucun intérêt dans la poursuite de cette réclamation jusqu'en 1928. À ce moment-là, le gouvernement norvégien porte cette réclamation principalement pour utiliser les îles comme élément de négociation avec le gouvernement du Royaume-Uni. Le 11 novembre 1930, la Norvège reconnaît la souveraineté canadienne sur les îles Sverdrup en échange de la reconnaissance de la souveraineté norvégienne sur d'autres îles de l'Arctique : l'île Jan Mayen et l'île Bouvet et de 670 000 dollars,.

## Annexe